# Jonathan Broxton
Pour les articles homonymes, voir Broxton.
Jonathan Roy Broxton (né le 16 juin 1984 à Augusta, Géorgie, États-Unis) est un lanceur de relève droitier de la Ligue majeure de baseball.
Il compte deux sélections au match des étoiles (2009 et 2010) comme représentant des Dodgers de Los Angeles, pour qui il réussit 84 sauvetages en sept saisons.

## Biographie

### Carrière amateur
Jonathan Broxton étudie à l'école secondaire du comté de Burke à Waynesboro dans l'État de Géorgie. Lors de sa dernière année, son bilan est de 9 victoires et 2 défaites avec une moyenne de 1,21 points mérités et 134 retraits sur des prises en 74 manches lancées. Avant le repêchage amateur de 2012, il est classé 62e meilleur prospect par le magazine Baseball America. Le 4 juin, il est sélectionné par les Dodgers de Los Angeles au deuxième tour du repêchage 60e choix global et signe son premier contrat professionnel le 30 juin.

### Ligues mineures
Il débute en ligues mineures avec l'équipe des Dodgers de Great Falls en Pioneer League (niveau recrue) dès la saison 2002. Il passe ensuite par les South Georgia Waves (South Atlantic League, 2003), les Dodgers de Vero Beach (Florida State League, 2004), les Suns de Jacksonville (Southern League, 2005) et les 51s de Las Vegas (Ligue de la côte du Pacifique, 2006). Au total, il affiche un bilan de 23 victoires pour 11 défaites et 332 retraits sur prises en 303 manches lancées.
En 2005, après un mois en Ligue majeure, il retourne à Jacksonville pour la fin de la saison et les séries éliminatoires de la Southern League, où il participe à quatre rencontres pour un bilan d'une victoire, trois sauvetages et aucun point mérité accordé en 7 manches de relève. Il est crédité de sa seule victoire le 17 septembre lorsqu'il lance 2 manches lors du quatrième et dernier match de la finale contre les West Tenn Diamond Jaxx et permet aux Suns de décrocher le titre.

### Ligue majeure

#### Dodgers de Los Angeles

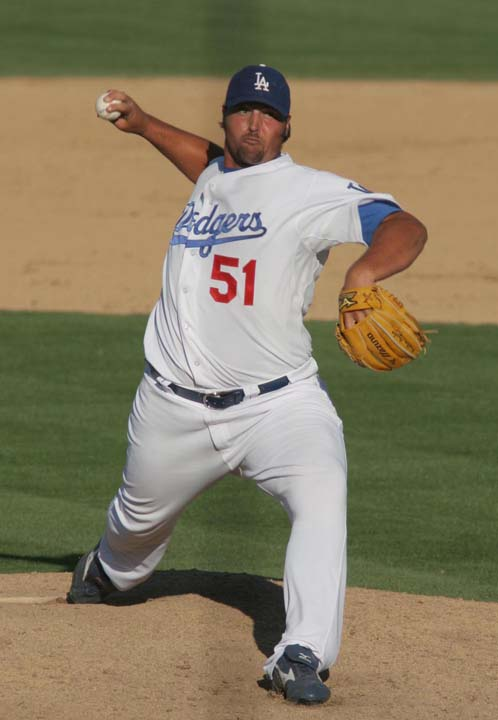
Broxton évolue 7 saisons avec les Dodgers.

Broxton est appelé deux fois en Ligue majeure pendant la saison 2005. Après un début de saison dans les mineures avec les Suns Jacksonville comme lanceur partant, il est repositionné comme lanceur de relève à la mi-juin et fait ses débuts en Ligue majeure le 29 juillet contre les Cardinals de Saint-Louis. Il accorde deux simples consécutifs avant de retirer Albert Pujols sur prises en 6e manche. Il retourne en ligues mineures à la fin du mois d'août, puis revient pour 6 matchs à Los Angeles en fin de saison. Au total, en 14 apparitions en cours de match, il retire 22 frappeurs en 13,2 manches.
Au début de la saison 2006, Broxton est assigné aux 51s de Las Vegas comme stoppeur. En 11 matchs terminés, il accumule 5 sauvetages et 18 retraits sur prises en 11,1 manches lancées. Il est rappelé par les Dodgers le 1er mai et participe à 68 rencontres comme lanceur de relève avant le stoppeur Takashi Saito ou comme remplaçant de ce dernier. En 76,1 manches lancées, il retire 97 frappeurs, deuxième meilleur total des lanceurs de relève des Dodgers derrière Saito (107).
En 2007, avec le départ d'Éric Gagné, Broxton est confirmé dans son rôle de lanceur de relève et de futur remplaçant de Saito. Il prend part à 83 rencontres, le plus grand nombre parmi les lanceurs de relève avec Joe Beimel, et retire 99 frappeurs en 82 manches lancées. Sa moyenne de points mérités est excellente, à 2,82.
Employé dans 70 rencontres en 2008, Broxton enregistre 14 sauvetages.
En 2009, il est appelé au monticule à 73 reprises, remporte sept décisions sur neuf, conserve une moyenne de points mérités de 2,61 et 36 sauvetages. À la mi-saison, il fait partie pour la première fois des étoiles de la Ligue nationale.
Invité une seconde fois au match des étoiles en 2010, où il protège la victoire des stars de la Ligue nationale, sa saison prend une autre tournure au milieu de l'été. Sa moyenne est très élevée en juillet (7,45) et une sortie pénible face aux Phillies de Philadelphie la deuxième semaine d'août convainc son manager Joe Torre de lui retirer la mission de sauvegarder les victoires.
En 2011, il enregistre sept sauvetages en 14 sorties pour les Dodgers, avant qu'une blessure au coude l'envoie sur la liste des joueurs blessés.

#### Royals de Kansas City
Devenu agent libre après sept saisons à Los Angeles, Broxton signe le 29 novembre 2011 un contrat d'un an avec les Royals de Kansas City. Broxton se montre efficace à Kansas City. En 35 parties avec les Royals, il présente une moyenne de points mérités de 2,27 en 35 manches et deux tiers lancées et enregistre 23 sauvetages.

#### Reds de Cincinnati
Le 31 juillet 2012, les Reds de Cincinnati transigent avec Kansas City pour obtenir les services de Broxton. Ils cèdent en retour deux lanceurs des ligues mineures : le droitier J. C. Sulbaran et le gaucher Donnie Joseph.
Broxton présente une moyenne de points mérités de 2,82 avec 20 retraits sur des prises en 22 manches et un tiers lancées pour les Reds en 2012. Il remporte trois victoires, subit trois défaites et réussit quatre sauvetages, bien que le rôle de stoppeur soit généralement assigné à Aroldis Chapman. En séries éliminatoires, il lance trois manches en trois matchs et n'accorde qu'un point non mérité, mais celui-ci, provoqué par une erreur d'un coéquipier, permet aux Giants de San Francisco de remporter le troisième match de la Série de divisions entre les deux clubs et Broxton écope de la défaite.
En 60 matchs joués au total en 2012 pour les Royals et les Reds, Broxton présente sa meilleure moyenne de points mérités en carrière : 2,48 en 59 manches lancées. Il gagne quatre parties contre cinq défaites avec 27 sauvetages.
Le 28 novembre 2012, il accepte le contrat de trois saisons que lui propose l'équipe de Cincinnati.

### Brewers de Milwaukee
Le 31 août 2014, les Reds échangent Broxton aux Brewers de Milwaukee contre les lanceurs droitiers des ligues mineures Barrett Astin et Kevin Shackelford. 
Avec les Brewers, Broxton prépare l'entrée dans le match du stoppeur Francisco Rodríguez. En 51 matchs joués et 47 manches lancées à cheval sur les saisons 2014 et 2015, Broxton affiche une moyenne de points mérités élevée, à 5,55 points mérités accordés par partie.

### Cardinals de Saint-Louis
Le 31 juillet 2015, Milwaukee échange Broxton aux Cardinals de Saint-Louis contre le voltigeur des ligues mineures Malik Collymore. Devenu agent libre au terme de la saison, il accepte le 10 décembre 2015 un contrat de 7,5 millions de dollars pour deux ans offert par les Cardinals.
Après un mauvais début de saison en 2017, il est libéré par Saint-Louis le 31 mai.

## Statistiques
| Saison | Équipe     | G   | GS | CG | SHO | V  | D  | SV | IP    | SO  | ERA  |
| ------ | ---------- | --- | -- | -- | --- | -- | -- | -- | ----- | --- | ---- |
| 2005   | LA Dodgers | 14  | 0  | 0  | 0   | 1  | 0  | 0  | 13.2  | 22  | 5,93 |
| 2006   | LA Dodgers | 68  | 0  | 0  | 0   | 4  | 1  | 3  | 76.1  | 97  | 2,59 |
| 2007   | LA Dodgers | 83  | 0  | 0  | 0   | 4  | 4  | 2  | 82.0  | 99  | 2,85 |
| 2008   | LA Dodgers | 70  | 0  | 0  | 0   | 3  | 5  | 14 | 69.0  | 88  | 3,13 |
| 2009   | LA Dodgers | 73  | 0  | 0  | 0   | 7  | 2  | 36 | 76.0  | 114 | 2,61 |
| 2010   | LA Dodgers | 64  | 0  | 0  | 0   | 5  | 6  | 22 | 62.1  | 73  | 4,04 |
| Totaux | Totaux     | 372 | 0  | 0  | 0   | 24 | 18 | 77 | 379.1 | 493 | 3,11 |

| Saison | Équipe     | G  | GS | CG | SHO | V | D | SV | IP   | SO | ERA   |
| ------ | ---------- | -- | -- | -- | --- | - | - | -- | ---- | -- | ----- |
| 2006   | LA Dodgers | 2  | 0  | 0  | 0   | 0 | 1 | 0  | 2.0  | 3  | 13,50 |
| 2008   | LA Dodgers | 5  | 0  | 0  | 0   | 0 | 0 | 1  | 5.2  | 7  | 1,59  |
| 2009   | LA Dodgers | 6  | 0  | 0  | 0   | 0 | 1 | 2  | 6.2  | 5  | 4,05  |
| Totaux | Totaux     | 13 | 0  | 0  | 0   | 0 | 2 | 3  | 14.1 | 15 | 4,40  |

Note : G = Matches joués ; GS = Matches comme lanceur partant ; CG = Matches complets ; SHO = Blanchissages ; 
V = Victoires ; D = Défaites ; SV = Sauvetages ; IP = Manches lancées ; SO = Retraits sur des prises ; ERA = Moyenne de points mérités.